# Jose Luis Bueno Pinto
José Luis Bueno Pinto (Cádiz, 19 de noviembre de 1985) es un político español, diputado de Izquierda Unida en el Grupo  Confederal de Unidas Podemos en el Congreso de los Diputados por la provincia de Cádiz.

## Biografía
Nació en Cádiz el 19 de noviembre de 1985, de familia portuense. Cursó la educación primaria en el CP Cristóbal Colón y completó sus estudios de Educación Secundaria Obligatoria y Bachillerato en el IES Pedro Muñoz Seca. Es licenciado en Filología Francesa y máster de Profesorado por la Universidad de Cádiz. 

#### Actividad política
Inicia su etapa como activista interviniendo activamente en las movilizaciones contra la participación de España en la guerra de Irak. Esta toma de conciencia le lleva a afiliarse en 2004 a la Unión de Juventudes Comunistas de España y posteriormente a Izquierda Unida. 
Durante su etapa universitaria, Bueno forma parte del movimiento estudiantil contra la incorporación de España al Espacio Europeo de Educación Superior (EEES) denominado comúnmente como Plan Bolonia, así como otras luchas y reivindicaciones ligadas a los movimientos sociales tanto en Cádiz como en El Puerto de Santa María.
Fue miembro de las direcciones provincial y andaluza de la UJCE, accediendo al Comité Central y a la Comisión Política estatal en el XII Congreso de la organización en 2013. Finalizada su etapa la UJCE se aflija al Partido Comunista de España, del que es miembro desde 2016. 

## Elecciones
En 2018 accede a la condición de concejal del Ayuntamiento de El Puerto de Santa María asumiendo las concejalías de Medio Ambiente y Desarrollo Sostenible, Comercio, Agricultura y Pesca. 
En las elecciones municipales de 2019 forma parte de la candidatura de confluencia conformada por Izquierda Unida y Podemos, obteniendo nuevamente acta de concejal. 
El 30 de junio de 2022 toma posesión como diputado nacional por la provincia de Cádiz en sustitución de Juan Antonio Delgado Ramos.
En la actualidad, forma parte de la Coordinadora Andaluza de Izquierda Unida y del Comité Central del Partido Comunista de Andalucía.

#### Actividad internacional
Bueno ha destacado por su firme compromiso por la causa saharaui. En 2017 realizó un primer viaje a los campamentos de refugiados de la provincia de Tinduf como parte de la delegación que el Ayuntamiento de El Puerto de Santa María envíó para realizar las obras de un quirófano en el campamento de Dajla financiado con fondos municipales. 
En 2019 fue invitado por la Delegación del Frente Polisario en Andalucía a participar en el XIV congreso de esta organización celebrado en los territorios liberados o Zona Libre del Sahara Occidental. 
En 2022, siendo ya miembro del Congreso de los Diputados, Bueno realizó un nuevo viaje a los campamentos de refugiados para trasladar el apoyo a la causa y en el que fue recibido por las principales autoridades saharauis incluido el presidente de la RASD Brahim Gali.
Además, participó en la Brigada Internacionalista de Solidaridad con Cuba, organizada por la unión  de Juventudes Comunistas de España en 2014, y en la delegación mixta de investigación España-China, organizada por la Embajada de China en España en 2015 para conocer sobre el terreno el desarrollo de la nueva ruta de la seda.